# Rod Price
Roderick Michael "Rod" Price (22 de noviembre de 1947 – 22 de marzo de 2005) fue un guitarrista inglés, reconocido por haber sido uno de los miembros originales de la banda de rock británica Foghat. Era conocido como el "mago del slide" por su particular forma de interpretar la guitarra slide, sonido característico de dicha agrupación. Antes de ingresar a Foghat, Rod fue guitarrista de la banda Black Cat Bones (en reemplazo de Paul Kossoff), grabando con esta formación el álbum Barbed Wire Sandwich. En 1971 se unió a Foghat y participó en la grabación de los diez primeros álbumes de la banda. En 1980 abandonó la formación y fue reemplazado por Erik Cartwright. En 1993 regresó a la banda para grabar el álbum Return of the Boogie Men en septiembre de 1994, abandonando nuevamente en 1999.
Price inició una carrera como solista a comienzos del nuevo milenio, en la cual retomó sus raíces bluseras. Publicó dos álbumes, Open (2000) y West Four (2003). Falleció en su casa en Wilton, New Hampshire, el 22 de marzo de 2005, después de caer por unas escaleras luego de sufrir un paro cardíaco. Le sobrevivieron su esposa Jackie y sus cinco hijos.

## Discografía

### Solista
- 2000 - Open
- 2003 - West Four

### Foghat
- 1972 - Foghat
- 1973 - Rock and Roll
- 1974 - Energized
- 1974 - Rock and Roll Outlaws
- 1975 - Fool for the City
- 1976 - Night Shift
- 1977 - Foghat Live
- 1978 - Stone Blue
- 1979 - Boogie Motel
- 1980 - Tight Shoes
- 1994 - Return of the Boogie Men
- 1998 - Road Cases